# Vanttioselkä
Vanttioselkä är en kulle i Finland.   Den ligger i Sodankylä i landskapet Lappland, i den norra delen av landet, 800 km norr om huvudstaden Helsingfors. Toppen på Vanttioselkä är 220 meter över havet.
Terrängen runt Vanttioselkä är platt.  Trakten runt Vanttioselkä är nära nog obefolkad, med mindre än två invånare per kvadratkilometer.